# Rui Oliveira
Rui Filipe Alves Oliveira (ur. 5 września 1996 w Vila Nova de Gaia) – portugalski kolarz szosowy i torowy, mistrz olimpijski w madisonie (2024), wielokrotny medalista mistrzostw Europy.
Kolarzami są również jego bracia – Ivo Oliveira oraz Hélder Oliveira.

## Osiągnięcia

### Kolarstwo szosowe
Opracowano na podstawie:
2017
- 1. miejsce w klasyfikacji młodzieżowej Joe Martin Stage Race

2018
- 1. miejsce w mistrzostwach Portugalii do lat 23 (start wspólny)

2021
- 2. miejsce w mistrzostwach Portugalii (start wspólny)

2023
- 2. miejsce w mistrzostwach Portugalii (start wspólny)

2024
- 2. miejsce w mistrzostwach Portugalii (start wspólny)
- 3. miejsce w Primus Classic

### Kolarstwo torowe
Opracowano na podstawie:

2013
- 2. miejsce w mistrzostwach Europy juniorów (scratch)

2014
- 3. miejsce w mistrzostwach Europy juniorów (scratch)
- 3. miejsce w mistrzostwach świata juniorów (scratch)
- 3. miejsce w mistrzostwach świata juniorów (madison)

2017
- 3. miejsce w mistrzostwach Europy (wyścig eliminacyjny)

2018
- 2. miejsce w mistrzostwach Europy (wyścig eliminacyjny)

2020
- 2. miejsce w mistrzostwach Europy (madison)

2021
- 3. miejsce w mistrzostwach Europy (madison)
- 1. miejsce w mistrzostwach Europy (scratch)

2023
- 2. miejsce w mistrzostwach Europy (wyścig eliminacyjny)

2024
- 1. miejsce na igrzyskach olimpijskich (madison)

## Rankingi

### Kolarstwo szosowe
| Rok              | 2016  | 2017  | 2018 | 2019 | 2020 | 2021 | 2022 | 2023 | 2024 |
| ---------------- | ----- | ----- | ---- | ---- | ---- | ---- | ---- | ---- | ---- |
| World Ranking    | 2818. | 2145. | 426. | 990. | 879. | 392. | 480. | 300. | 271. |
| UCI Europe Tour  | 1889. | -     | 244. | 712. | 698. | 324. | 382. | -    | -    |
| UCI America Tour | -     | 298.  | 368. |      |      |      |      |      |      |
|                  |       |       |      |      |      |      |      |      |      |
| Źródło: UCI      |       |       |      |      |      |      |      |      |      |